# Хомондос
Хомондос още Хуманджа, Хуманджъ (на гръцки: Μητρούσι, Митруси, катаревуса: Μητρούσιον, Митрусион, до 1927 година Χομόνδος, Хомондос) е село в Гърция, дем Сяр (Серес), област Централна Македония с 1569 жители (2001).

## География
Селото е разположено в центъра на Сярското поле на западно от град Сяр (Серес) и източно от Еникьой (Проватас) на 19 метра надморска височина.

## История

### Етимология
Според българския линвист Йордан Иванов името е повлияно от гръцки и получава гръцко окончание – ος (ос), но почива очевидно върху българското хомот (старобъларски: хомѫтъ), като промяната ντ > νδ (нт – нд) е станала на гръцка почва. Новото име Митруси е на името на гъркоманския андартски капитан, родом от Хомондос, Митруш Гоголаков.

### В Османската империя
През XIX век Хомондос е чифлик в Сярска каза на Серски санджак. В „Етнография на вилаетите Адрианопол, Монастир и Салоника“, издадена в Константинопол в 1878 година и отразяваща статистиката на населението от 1873 година Хомудос (Homoudos) е посочено като село със 114 домакинства и 245 жители българи и 90 мюсюлмани.
В 1891 година Георги Стрезов определя селото като част от Овакол и пише:
| „ | Хумондос, чифлик на х. Думба и Ингилиз бей; на ЮЗ от Сяр 1 час. Почва твърде плодородна, но за то пък често във време на големи наводнения и съвършено ялова. 40 къщи, български. | “ |

Според Васил Кънчов („Македония. Етнография и статистика“) към 1900 година в селото живеят 200 души българи християни, 50 турци и 120 черкези.
По данни на секретаря на екзархията Димитър Мишев („La Macédoine et sa Population Chrétienne“) в 1905 година в Хумандос (Houmandos) има 24 българи екзархисти и 496 патриаршисти гъркомани, 12 власи и 48 цигани като в селото има основно българско училище.
При избухването на Балканската война в 1912 година един човек от Хомондос е доброволец в Македоно-одринското опълчение.

### В Гърция
През Балканската война селото е освободено от българската армия, но след Междусъюзническата война от 1913 година Хомондос попада в Гърция. Според преброяването от 1928 година Хомондос е смесено бежанско село с 252 бежански семейства с 1252 души.
В 1927 година селото е прекръстено на Митруси.
| Име       | Име        | Ново име     | Ново име     | Описание                                                 |
| --------- | ---------- | ------------ | ------------ | -------------------------------------------------------- |
| Баглади   | Μπαγλαντί  | Демена       | Δεμένα       | местност на ЮИ от Долно Хомондос                         |
| Харманка  | Χαρμάγκα   | Палиалома    | Παλιάλωνα    | местност на ЮЗ от Долно Хомондос и на ЮЗ от Горна Камила |
| Талдарка  | Ταλντάρκα  | Кудуния      | Κουδούνια    |                                                          |
| Магданозо | Μαϊντανώση | Майданотопос | Μαϊδανότοπος | ниви и градини на С от Хомондос                          |

В 1997 - 2003 година е построена църквата „Успение Богородично“.

## Личности
Родени в Хомондос
- Божил Стоянов, доброволец в четата на Иван Атанасов – Инджето през Сръбско-българската война в 1885 година[13]
- Василис Лекас (р. 1960), гръцки певец
- Григор Гоголаков, гъркомански андартски деец, агент ІІІ ред[14]
- Димитър Гоголаков (? – 1907), гъркомански андартски капитан[14]
- Иван Урдов, гъркомански андартски деец, четник на Димитър Гоголаков[14]
- Михаил Узунов, гъркомански андартски деец, четник на Димитър Гоголаков[14]
- Лазар Атанасов (Танасов), македоно-одрински опълченец, 1 рота на 11 сярска дружина[15]
- Христофор, директор на главното гръцко училище в Сяр, към 1867-1870, след това монах в Серския манастир „Свети Йоан Предтеча“, активист на серския гръцки Силогос[16]

Починали в Хомондос
- Атанас Хаджипеев Пеев, български военен деец, капитан, загинал през Първата световна война[17]
- Васил Тодоров Джананов, български военен деец, подпоручик, загинал през Първата световна война[17]
- Петър Василев Хаджидобрев, български военен деец, подпоручик, загинал през Първата световна война[17]